# جزیره جنا
جزیرهٔ جنا یک جزیرهٔ واقع در استان شرقی عربستان سعودی است. این جزیره در فاصلهٔ حدود بیست کیلومتری شمال‌شرق بندر و شهر صنعتی الجبیل واقع شده‌است. با وجود آسیب سنگین به سواحل عربستان سعودی در جنگ دوم خلیج فارس، در سال ۱۹۹۵ و سال‌های پس از آن، این ناحیه از مناطق موردعلاقهٔ گونهٔ لاک‌پشت سبز و لاک‌پشت پوزه‌عقابی برای لانه‌یابی بوده‌است.